# リアライズ (ゲーム)
『リアライズ』は、2004年4月23日に発売されたアダルトアドベンチャーゲーム。

## 概要
Leafから独立した髙橋龍也と水無月徹が立ち上げた会社プレイムから初めて発売されたゲームソフト。2005年9月にはインターチャネルによって『リアライズ -Panorama Luminary-』としてPlayStation 2に移植された。また、「月刊少年シリウス」にて漫画版が連載された。作画は野沢ビーム。
超能力に目覚めた若者たちの戦いを描いた作品であるが、世界全体の命運を左右するまで話の規模がエスカレートすることはない。主人公の置かれた状況はあくまで大きなうねりの中の一端であり、彼とは直接かかわりのない人々の様子や動向も頻繁に挿入される。
一般的な恋愛アドベンチャーゲームのようにヒロインへの態度が物語を分岐させるのではなく、エゴ能力者たちの関わり合いの中で主人公がどのように意志を貫いていくかが展開を左右する。しかしトゥルーエンドは悲劇的な内容であり、むしろ話が途中で終わるエンディングのほうがグッドエンドと呼べるような展開である。このため「バッドエンドっぽいのが納得いかない」「救われない話なんで好きじゃない」という意見がある一方で、「ほかにあるものと違う雰囲気が出ていたので、こういうのがもっと増えてほしい」と評価する声もあった。

## ストーリー
あるときから、一部の少年少女が自らの自我……エゴを具現化させ、それを通じて直接他人の精神に干渉する能力を発揮し始めた。無軌道な若者たちは、互いにエゴを戦わせて相手の力を吸収するやり取りをゲーム感覚で楽しんでいた。その一方で、常人には見えないエゴの所持者が野放しになっている現状を快く思わない者たちも存在した。
松浦亮はそのような経緯など露知らず生きてきたが、いつの間にか彼もエゴを視認できるようになっていた。それが原因でエゴ能力者の麻生春秋に目をつけられてしまうが、やはり能力者だった親友の伏見修二の助けで難を逃れる。新たな環境に慣れる間もなく芝浦八重から強大な力を与えられ、亮は否応なく身の振り方を考えざるを得なくなる。
亮は、エゴをもてあそぶ能力者を狩る修二を手伝うことで、エゴについての理解を深めていく。しかし彼を狙う能力者の魔の手が最近疎遠になっていた恋人の芦田蛍にまで及び、戦慄を覚えるのだった。一方、修二は亮にも知らせない単独活動も続けており、その過程で孤高の少女宮路沙耶と交流を持つ。
あるとき死んだはずの八重が亮の前に現れ、修二と話し合いたいと告げる。亮は悩んだ末に修二にこのことを教えるが、八重と対面した修二は彼女のやろうとしていることを危険だと判断する。修二は単身八重に戦いを挑んで敗れ、そのまま二度と目覚めなくなった。亮は、危険な目にあってもなお自分を案じてくれる蛍と愛を確かめ合い、自らも八重に立ち向かう覚悟を決める。彼女に心酔する聡子と奈緒美が行く手を阻もうとするが、春秋と沙耶が加勢に現れ、亮を先に行かせる。
亮と対峙した八重は無数のエゴをその身に取り込んでおり、すべての人の幸せのためにエゴを現実化（リアライズ）すると語る。彼女から与えられた力を剥奪された亮のエゴは成長前の姿に戻ってしまうが、どこまでも走りぬこうとする亮の想いはついに八重の元に届く。しかしそれは後戻りのできない道であり、ふたりは巻き起こった炎の中に消える。そして、亮の帰りを待つ蛍の携帯電話に、彼からの最後のメッセージが届いた。

## 登場人物
松浦 亮（まつうら りょう）
声 : 鈴木千尋
主人公の少年。陸上部を辞めて以来、何事にも打ち込めずに日々を過ごしていたが、エゴ能力に目覚めたうえに最強とも言われた芝浦八重の力を受け継いでしまい、周囲の環境が一変した。
【エゴ】運動靴のような形状をしていたが、八重のエゴを吸収してより攻撃的な形に生まれ変わった。先端部を使った突撃攻撃や、開いたエッジを用いた切断攻撃を得意とする。
伏見 修二（ふしみ しゅうじ）
声 : 鈴木達央
亮の親友で、明るい性格のため学校でも人気者。しかし裏では、エゴでの対戦に興じる若者たちを狩り立てる「銀色のPK」という顔も持つ。とはいえ二面性があるわけではなく、彼は常に自分の確固たる信念のもとに行動している。
【エゴ】3枚のギアを重ねたような形状。それを射出して高速回転させながら攻撃や防御を行う。小さいギアほど射出したときの威力が高い。本体は独自のフォルムを活かした高速移動が可能。
芝浦 八重（しばうら やえ）
声 : 桑谷夏子
亮の同級生。どことなく近寄りがたい雰囲気のある少女。きわめて強力なエゴ能力者だったため、交通事故を装って謀殺されてしまうが、彼女の遺志はなおも地上に留まり何事かを成し遂げようとする。
エゴ能力者からの攻撃で父親に累が及ばないように死んだふりをしていたというのが真相だが、生身の人間としての八重はやはり死亡しており、エゴのみが活動しているという解釈もできる。
【エゴ】「パールホワイト」と呼ばれる最大規模のエゴ。その力を狙おうとする能力所有者は後を絶たない。卵のような形状から翼を広げた鳥のような姿に変化する。
芦田 蛍（あしだ けい）
声 : 浅野真澄
亮の恋人。付き合って2年になるが、最近彼との距離が開きがちで悩んでいる。
宮路 沙耶（みやじ さや）
声 : 本多陽子
修二が夜の街で出逢った少女。孤高の存在で、自分の領域を侵すものには容赦なく攻撃を仕掛ける。
【エゴ】周囲から「シャープネス」と呼ばれる短剣型エゴ。攻撃に特化している。刃のない部分は脆くダメージが蓄積していくと攻撃力も低下する。
麻生 春秋（あそう はるあき）
声 : 下和田裕貴
エゴに詳しい少年。優等生のように振舞っているが内面にはくすぶった気持ちが渦巻いており、事態を面白くするためにさまざまな相手に接触する。
【エゴ】亮が初めて目撃したエゴ。2本の鎌とオレンジ色の甲羅で攻防ともに申し分なく、さらにいくつかの機能を隠し持つ。
稲葉 倫（いなば りん）
声 : 植田佳奈
亮の近所にすむ少女で、彼の妹分。いつも楽しそうで周囲を明るくする。美術部所属であり、最近は河原で絵を描いている。
初期設定では実在の人間ではなく、蛍のエゴが正体だった。亮が無事に生還する展開のクライマックスで蛍ではなく倫が登場するのはその名残である。
佐伯 真（さえき まこと）
声 : 原田正夫
春秋のパーティーメンバー。バックアップ担当だが、彼自身の戦闘能力も高い。
【エゴ】クロスボウ型で、外見通り射撃戦に長ける。ただし攻撃と移動は同時にはできない。
浅見 邦博（あさみ くにひろ）
声 : 岡崎雅紘
理屈を嫌い、感覚のままに行動する屈強な男。芝浦八重を謀殺した張本人。
【エゴ】大蛇のような姿をしており、圧倒的な力で敵を噛み砕く。頻繁に他のエゴと戦い、相手を容赦なく叩き潰す好戦的なエゴ。巨大な体躯だが素早さ、攻撃力、耐久力共に他を圧倒している。
竹内 聡子（たけうち さとこ）
声 : 平田宏美
亮の同級生で、バスケ部所属。八重に意見したところ、彼女のエゴで抱擁されて深い影響を受ける。
【エゴ】パールホワイトを模倣した、糸状のエゴを繰り出す。
西沢 奈緒美（にしざわ なおみ）
声 : 結まある
亮の同級生で、バスケ部所属。聡子とよく行動をともにしており、やはり八重の影響を受ける。
【エゴ】聡子に同じ。強力なエゴではあるが、ふたりともまだ使いこなせていない。
斉藤 敦子（さいとう あつこ）
声 : 若林直美
蛍の友人で、真面目な彼女をよくからかっている。噂好き。
由実（ゆみ）
声 : 不明
倫の友人3人組のまとめ役。蛍にあこがれている。
真理（まり）
声 : 不明
倫の友人3人組の1人。思ったことをすぐ口に出す。
江里（えり）
声 : 下田麻美
倫の友人3人組の1人。遠慮のない物言いをする。
松浦 綾乃（まつうら あやの）
声 : まるたまり
亮の母親。放任主義だが、締めるべきところは締める。
小田 正樹（おだ まさき）
声 : 清水俊彦
亮の中学時代の後輩。春の駅伝では、亮の前の区間を走った。今でも先輩の復帰を願っている。
伏見 志乃（ふしみ しの）
声 : 吉田真弓
修二の妹。兄とは家で少しばかり話す程度の仲だが、彼を思いやる気持ちは確かにある。
坂本 郁子（さかもと いくこ）
声 : 山田美穂
沙耶の年の離れた姉。医師免許を持っているが、現在は専業主婦として育児に専念している。
三沢 由紀恵（みさわ ゆきえ）
声 : 浅川悠
ビジネスコンサルタント。前時代のエゴ所有者であり、八重や修二のことを「ニューウェーブ」と呼ぶ。
日戸 暁（ひのと あきら）
声 : 井上和彦
一世代前のエゴ闘争を勝ち抜いた、西日本最強を謳われる男。
寺田 千佳（てらだ ちか）
声 : 竹内裕美
蕎麦屋の娘。邦博の幼馴染であり、彼が相手でも物怖じしない。
岸 隆介（きし りゅうすけ）
声 : 山口登
エゴについて話をするため、インターネットを通じて大隅を呼び出した青年。
【エゴ】全長約25センチのスピーカー型。前方約15メートル、放射角度約30度の広範囲に影響を及ぼせるが、防御には不向きで回避行動のみとなる。
大隅 孝夫（おおすみ たかお）
声 : 西村知道
精神科医。エゴ能力者を敵視しており、策を用いて排除しようとする。
Σ（シグマ）
声 : 細井治
ミュージシャン。エゴを使ってコミュニティを作っている。
【エゴ】複雑な形状をしており、多数のハートが連なった輪で攻撃と防御を行う。中央のボトルが司令塔で、内部の紫色の機体が本体。このエゴの接触には麻薬のような効果があるらしい。
玉置 悟志（たまき さとし）
声 : 今関正生
街に出没する少年。他のエゴ所持者と一緒に行動している。
【エゴ】生物の幼生のような形状。3本の尾の先に刃が付いている。能力は平均以下。
踏切の少女
声 : 門間理沙
典という学生の気になっていた相手。しかし彼女の正体は亡霊じみたエゴだった。
ゼン
声 : 梶裕貴
Webを通じて知り合った春秋のパートナー。
沢田 剛志（さわだ たけし）
声 : 夛中一忠
関西で指折りのエゴ所持者。群雄割拠状態の関東に遠征に来る。
【エゴ】「ディアブロ」と呼ばれる悪魔めいた巨人。
井出 康郎（いで やすろう）
声 : 倉森慶二
亮の学校の上級生。彼を狙って蛍を人質にとる。
美希子（みきこ）
声 : 志村由美
寂しがり屋の少女。エゴを所有しているが、まだ自覚もなく見ることすらできない。

## スタッフ
- 脚本 : 髙橋龍也
- キャラクターデザイン : 水無月徹
- エゴデザイン : かどつかさ
- 音楽 : Manack、M.S
- 音楽ゲスト : 折戸伸治、OdiakeS、HIKO

## 関連商品

### 書籍
- リアライズ 公式ビジュアルファンブック（宙出版） ISBN 477679053X
- リアライズ アンソロジーコミック（宙出版〈ツインハートコミックス〉）ISBN 978-4776713364
- 漫画版『リアライズ』全3巻（著 : 野沢ビーム / 講談社〈シリウスコミックス〉）
  1. ISBN 4063731391
  2. ISBN 4063731863
  3. ISBN 4063762130

### カードゲーム
Lycee
シルバーブリッツのカードゲーム、Lyceeに参戦している。収録エキスパンションは、VisualArt's3.0など。